# Robert Shiller
Robert James "Bob" Shiller (Detroit, Michigan 29 de março de 1946) é um economista, académico e escritor norte-americano. Foi laureado com o Prémio de Ciências Económicas em Memória de Alfred Nobel de 2013, juntamente com Eugene Fama e Lars Peter Hansen.
Shiller graduou-se pela Universidade de Michigan em 1967, tem um mestrado pelo Instituto de Tecnologia de Massachusetts (MIT) em 1968, e um doutoramento também pelo MIT em 1972. Ensina em Yale desde 1982 e já ensinou na Wharton School da Universidade da Pensilvânia e Universidade de Minnesota, além de aulas na London School of Economics. Aborda e escreve sobre tópicos como finança comportamental à economia dos imóveis e gestão do risco.
É presentemente professor de economia na Universidade de Yale e membro do centro internacional para as finanças, da mesma instituição universitária. Robert Shiller foi investigador associado ao National Bureau of Economic Research (NBER) desde 1980, vice-presidente da American Economic Association em 2005 e presidente da Eastern Economic Association em 2006-2007. Foi fundador e líder da sociedade MacroMarkets LLC. Robert Shiller é tido como um dos mais influentes economistas do mundo.